# Il medico olandese
Il medico olandese è un'opera teatrale in versi martelliani in 5 atti di Carlo Goldoni del 1756 messa in scena per la prima volta a Milano, con successo, nell'estate dello stesso anno
Con questa commedia, che riassume la filosofia medica dell'autore, Goldoni tornò ad affrontare, più compiutamente, il tema della medicina dopo La finta ammalata del 1751.

## Trama
Leida (Paesi Bassi). Il dottor Bainer, opponendo la sua onestà intellettuale e morale alla falsa scienza perseguita da quattro accademici suoi antagonisti, guarisce Guden, un mercante polacco ipocondriaco, consigliandogli vita sana, passaggiate, cavalcate, moderati divertimenti e un amore onesto. Il polacco applica la terapia alla lettera, ma cominciando dalla fine: si innamora della nipote del medico, Marianna, e se la sposa.

## Poetica
Per il personaggio del dottor Bainer, il commediografo si ispirò alla figura del medico, chimico e botanico olandese Herman Boerhaave (definito personaggio riguardevole per virtù e per fama), mentre per l'ipocondriaco Guden trasse spunto sia dall'esperienza personale (ho inteso di lavorare sopra di me medesimo, che per due anni interi mi vidi soggetto a simili galanterie), sia dalla vicenda del suo amico musicista Egidio Romualdo Duni il quale, ritenendosi gravemente ammalato, utilizzava un numero spropositato di medicamenti. Un giorno Duni decise di andare a Leida, nei Paesi Bassi, per consultare Herman Boerhaave, uno dei più grandi medici della storia della medicina, ammalato lui stesso di gotta. Boerhaave, scrupolosissimo, lo visitò e lo ammonì di non prendere nessun genere di medicamento, senza averne bisogno. Poi, confermando la sua fama di pratico, suggerì questa terapia: Andate a cavallo ogni mattina e, soprattutto, divertitevi molto
Nella commedia, una parte di rilievo viene affidata al personaggio di Marianna, nipote del medico, attraverso il quale l'autore inserisce il motivo tutto settecentesco della buona educazione delle fanciulle. Scrive infatti Goldoni nella prefazione alla commedia: Piacquemi d'innestarvi la buona educazione delle fanciulle, famigliare in Olanda, e questa può essere utile a tutto il Mondo. I pazzi che vi ho introdotto, sono ancora più universali, e se ne trovano in ogni parte.